# 焦氏短稚鳕
焦氏短稚鳕（学名：Gadella jordani）为深海鳕科短稚鳕属的鱼类。分布于日本骏河湾以及台湾东港等。该物种的模式产地在日本骏河湾。